# Bolidophyceae
Classe
La classe des Bolidophyceae est une classe d’algues unicellulaires de l’embranchement des Ochrophyta. 

## Liste des ordres
Selon AlgaeBase (3 février 2019) :
- ordre des Parmales B.C.Booth & H.J.Marchant

Selon Catalogue of Life (3 février 2019) :
- ordre des Bolidomonadales
- ordre des Parmales

Selon World Register of Marine Species (3 février 2019) :
- ordre des Bolidomonadales L. Guillou & M.-J. Chrétiennot-Dinet